# Phytobia bohemica
Phytobia bohemica is een vliegensoort uit de familie van de mineervliegen (Agromyzidae). De wetenschappelijke naam van de soort is voor het eerst geldig gepubliceerd in 2001 door Cerny.